# Presidio (fort)

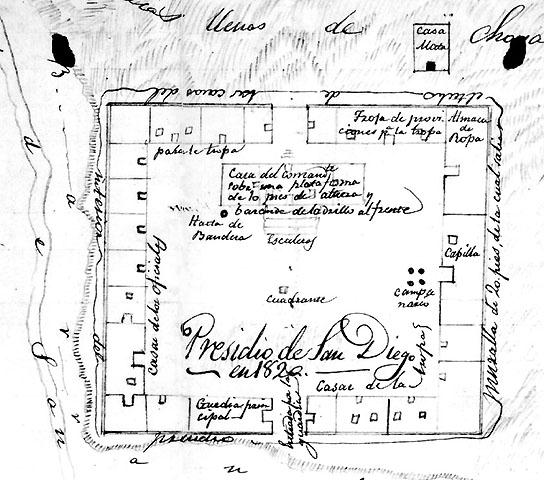
Grondplan van het Presidio van San Diego

Een presidio is een type forten en militaire buitenposten die door de Spanjaarden tussen de 16e en 19e eeuw in Noord-Amerika opgericht werden. Presidio's werden gebouwd als bescherming tegen piraten, gewelddadige indianen en vijandige kolonisten. Niet ver buiten een presidio was er doorgaans een rancho del rey of king's farm, een stuk land waar de paarden en andere lastdieren van het leger konden grazen.
In Alta California (de huidige Amerikaanse staat Californië) waren de presidio's de hoofdkwartieren van militaire districten, waaronder verschillende Spaanse missieposten vielen. Het bekendste presidio is dat van San Francisco, dat in 1846 een Amerikaanse legerbasis werd en tegenwoordig een groot stadspark is. Na de onafhankelijkheid van Mexico in 1821 namen de Mexicanen de Spaanse presidio's aan hun noordelijke grens over. In de 16e en 17e eeuw waren er ook Spaanse presidio's in Italië, op Elba en in Noord-Afrika. 